# Dietmar Schultke

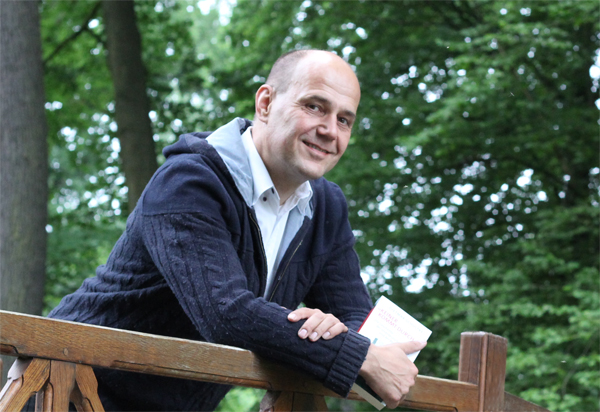
Dietmar Schultke (2015)

Dietmar Schultke (* 24. März 1967 in Beeskow) ist ein deutscher Autor und Politikwissenschaftler.

## Leben
Schultke besuchte die Ludwig-Leichhardt-Oberschule in Trebatsch. Ab seinem zehnten Lebensjahr unterhielt er eine Brieffreundschaft mit einer in New York lebenden Deutsch-Amerikanerin. Der Briefwechsel weckte sein Fernweh und als 16-Jähriger wollte er in die USA auswandern. Nach der Schulzeit absolvierte Schultke eine Lehre zum Zerspanungsfacharbeiter für Bohrwerkstechnik und arbeitete danach in diesem Beruf. Von 1987 bis 1988 diente er als wehrpflichtiger DDR-Grenzsoldat an der innerdeutschen Grenze. Sein Einsatzort war der Brocken im Harz. Wegen des rigiden Überwachungsapparates unternahm er keinen Fluchtversuch. Ein Verstoß gegen die Dienstwaffenordnung (er ließ nach einer Grenzschicht seine Kalaschnikow im Wald zurück) führte zu einer Degradierung. Schultke bezeichnete die Degradierung als sein glücklichstes Erlebnis bei den Grenztruppen. Am 19. Juli 1988 Teilnahme am Bruce Springsteen Rockkonzert in Ost-Berlin. Zwischen 1988 und 1990 arbeitete er als Krankenpflegehelfer. Im Winter 1989/90 erfolgte die Ausreise über das Notaufnahmelager Marienfelde nach Westdeutschland. Ab 1990 hielt er sich für ein halbes Jahr in der Künstlerkolonie Worpswede auf, anschließend bereiste er für mehrere Monate die USA und Kanada. Danach holte Schultke das Fachabitur auf dem zweiten Bildungsweg an der Otto-Brenner Schule Hannover nach. Es folgte ein Studium der Politikwissenschaften, Stadt- und Regionalplanung, Erziehungswissenschaften und Psychologie an den Universitäten Duisburg und Dortmund, weiterhin Gaststudien am Occidental College (USA) und an der Karls-Universität Prag.
1994 war er beim Bevölkerungsfonds der Vereinten Nationen in New York tätig und 2000 auf der Expo 2000 in Hannover. Von 2007 bis Februar 2017 war er für das Deutsche Rote Kreuz als Jugendkoordinator im Amt Unterspreewald tätig. Insbesondere engagierte er sich für die Integration jugendlicher Migranten. Von 2017 bis Anfang 2020 arbeitete er als Referent für historische Bildung im Landkreis Dahme-Spreewald. Als Experte und Zeitzeuge zum Grenzregime der DDR stand er mehrfach für Filmdokumentationen vor der Kamera. Schultke arbeitet als freischaffender Publizist und ist Mitglied im Verband deutscher Schriftsteller. Ferner Mitgliedschaft beim Wissenschaftlichen Forum für Internationale Sicherheit e. V. (WIFIS) an der Führungsakademie der Bundeswehr. Schultke organisierte eine Schreibwerkstatt für Jugendliche. Aus den Exkursionen in ihrer Heimatregion, dem Spreewald, entstanden Reiseberichte, die 2008, 2010 und 2011 als Buch erschienen. Er unternahm zahlreiche Lese- und Vortragsreisen im In- und Ausland – u. a. nach Australien, Taiwan, Italien, Israel, Japan, Südkorea, Spanien. Zum 25. Jahrestag des Berliner Mauerfalls ging Schultke auf eine Lesetournee unter dem Motto „Europa grenzenlos“, die ihn durch Deutschland, Tschechien, Österreich, die Schweiz und die Ukraine führte. Er bereiste dreimal die Ukraine, u. a. als Rotkreuz-Sozialarbeiter. 2023/24 Deutschland- und USA-Vortragstour zum 35. Jahrestag des Springsteen-Konzerts in Ost-Berlin. Für historisch interessierte Bürger bietet Schultke Führungen auf den Brocken an, wobei seine Erlebnisse als DDR-Grenzsoldat im Mittelpunkt stehen.

## Werke (Auswahl)
- Meine Brandenburger Jugend. Mit Beiträgen von Iring Fetscher und Günter Wallraff. Köster, Berlin 2006, ISBN 3-89574-588-X
- mit Die Jungen Autoren (i. A.) für die Heimat: „... einmal Spreewald, bitte!“ Regia-Verlag, Cottbus 2008, ISBN 978-3-939656-98-2
- Ukrainski Blues. Streifzüge durch die Ukraine. Regia-Verlag, Cottbus 2009, ISBN 978-3-86929-017-1
- mit Die Jungen Autoren (i. A.) für die Heimat: Zwischen Spreewald und Märkischen Seen. Regia-Verlag, Cottbus 2010, ISBN 978-3-86929-041-6
- mit Die Jungen Autoren (i. A.) für die Heimat: Von Märkern, Rittern & Klosterbrüdern. Regia-Verlag, Cottbus 2011, ISBN 978-3-86929-188-8
- Die Grenze, die uns teilte. Zeitzeugenberichte aus Ost und West. 2. Auflage. Köster, Berlin 2014, ISBN 978-3-89574-565-2
- „Keiner kommt durch“. Die Geschichte der innerdeutschen Grenze und der Berliner Mauer. 1945–1990. 6. Auflage. Aufbau-Taschenbuch, Berlin 2021, ISBN 978-3-7466-8157-3
- Ukrainski Blues. Reloaded 2022. Streifzüge durch die Ukraine. Mit Nachwort zu Putins Angriffskrieg gegen die Ukraine. Regia-Verlag, Cottbus 2022, ISBN 978-3-86929-514-5

Beiträge in Anthologien und Zeitschriften
- Das Grenzregime der DDR – Innenansichten der siebziger und achtziger Jahre. In: Aus Politik und Zeitgeschichte. Nr. B-50, Dezember 1997
- Macht und Ohnmacht der Todesgrenze. In: Die politische Meinung. Nr. 371, Oktober 2000
- Keiner kommt durch – Bittere Erinnerung an den Mauerbau. In: Die politische Meinung. Nr. 381, August 2001
- Erich Peter – Vom angelernten Schlosser zum Grenztruppengeneral. In: Genosse General – Die Militärelite der DDR in biografischen Skizzen. Im Auftrag des Militärgeschichtlichen Forschungsamtes. Ch. Links, Berlin 2003, ISBN 3-86153-312-X
- Als Grenzsoldat am Brocken. In: Der Harz – Eine Lese-Verführung. S. Fischer, Frankfurt am Main 2009, ISBN 978-3-596-65007-1
- Patricia. In: Kinder, die wir waren. Verlag für Berlin-Brandenburg, Berlin 2014, ISBN 978-3-945256-22-0
- Stille Nacht an der Brocken-Mauer. In: Neue Wernigeröder Zeitung, 31. Jahrgang, Dezember 2020
- Erika, der Krieg und die erste Liebe. In: Hier ist herrlich arbeiten. Begegnungen mit Schriftstellerinnen und Schriftstellern aus Brandenburg. Verlag für Berlin und Brandenburg, Berlin 2021, ISBN 978-3-96982-007-0

## Filmdokumentationen (Auswahl)
- Wie der Brocken zur Festung wurde – Mitteldeutsche Wahrzeichen, Film von Beate Gerber, gesendet am 4. Januar 2012 auf tagesschau24
- Zeitzeugen-Interview für die Dauerausstellung im Nationalpark Besucherzentrum Brockenhaus – hoch oben auf dem Brocken, eröffnet am 30. Juni 2018
- HARZ-lich willkommen! Eine Reise um den Brocken, Film von Annegret Oster, gesendet am Tag der Deutschen Einheit, 3. Oktober 2018 im ZDF
- Secrets of the Railways – Dark Side of the mountain, Film von Simon Deelay, Yesterday Channel, BBC-Spartenkanal, gesendet am 25. Juni 2019
- Broiler, Bonzen und Bananen, Film von Hilmer Rolff, 12-teilige Dokumentation, gesendet ab 8. Oktober 2019 auf Ntv
- Meine Jahre hinterm Eisernen Vorhang, Film von Werner Neumann, OCLC-Nummer: 1296593113, DVD-Video im Auftrag des Niederlausitz Museums Luckau 2021
- Bruce Springsteen in East-Berlin: A Rocking Turning Point of the Fall of the Berlin Wall, Winning Film at National History Day Wisconsin, USA 2024

## Belege
1. ↑  Märkische Allgemeine Halbe - Neuer Referent für historische Bildung (Memento vom 22. November 2018 im Internet Archive)
2. ↑  Mitteldeutsche Zeitung Brockensturm im Harz: Spaziergänger im Sperrgebiet.

| Personendaten    | Personendaten     |
| ---------------- | ----------------- |
| NAME             | Schultke, Dietmar |
| KURZBESCHREIBUNG | deutscher Autor   |
| GEBURTSDATUM     | 24. März 1967     |
| GEBURTSORT       | Beeskow           |